# Wohn- und Wirtschaftsgebäude Habichthorster Straße 2
Das Wohn- und Wirtschaftsgebäude Habichthorster Straße 2 im niedersächsischen Schiffdorf, Ortsteil Wehdel, Ortsteil Altluneberg, im Landkreis Cuxhaven stammt aus dem 18. Jahrhundert.
Aktuell (2024) wird es als Wohnhaus und gewerblich genutzt.
Das Gebäude steht unter Denkmalschutz (siehe auch Liste der Baudenkmale in Schiffdorf).

## Beschreibung
Altluneberg bei Wehdel ist ein mittelalterliches kleines Haufendorf.
Das eingeschossige giebelständige Gebäude als Zweiständer-Hallenhaus in Fachwerk mit Steinausfachungen, mit reetgedecktem Krüppelwalmdach mit Fledermausgauben, Niedersachsengiebel mit Giebelspieß und der rundbogigen Grooten Door wurde 1916 (Inschrift) unter Verwendung von Hölzern von 1769 gebaut.
Das Landesdenkmalamt befand u. a.: „ − aus geschichtlichen und städtebaulichen Gründen ein öffentliches Interesse – .“